# Вилуговування

Схема установки по вилуговуванню міді.

Вилуговування (рос. выщелачивание, англ. leaching, lixiviation, нім. Auslaugung f) — у найзагальнішому розумінні — переведення у розчин, як правило водний, одного або декількох компонентів твердого матеріалу. Також під вилуговуванням розуміють:
1. Процес вимивання водою розчинних солей з мінералів. Наприклад, вилуговування окремих різновидів сірки з вугілля, знесолення вугілля тощо.
2. Процес виносу лужних і лужноземельних металів з кристалічної ґратки мінералів: наприклад, із слюд внаслідок вилуговування утворюються гідрослюдисті мінерали.
3. Операція гідрометалургійного процесу. Вилуговуванню піддають руди і продукти їх збагачення (концентрати, промпродукти, хвости), продукти пірометалургійного переділу (огарки, штейни, анодні шлами, а також відходи обробки металів і сплавів). Вилуговування широко використовують у виробництві урану, золота, міді, цинку, молібдену, вольфраму, алюмінію і ін. Процес вилуговування складається з трьох стадій: підведення реаґуючих речовин до твердої поверхні; хімічна реакція; відведення розчинених продуктів реакції до розчину. Частіше за все вилуговування протікає в дифузійній області, тобто швидкість процесу контролюють перша і третя стадії. Однак можливий також кінетичний режим, при якому найповільнішою стадією є хімічна реакція, а також змішаний дифузійно-кінетичний режим. Вилуговування прискорюється при зменшенні розміру частинок матеріалу, збільшенні температури (особливо при кінетичному режимі), а в дифузійній області — при збільшенні інтенсивності перемішування. Вилуговування здійснюють різними способами в залежності від природи, складу і стану матеріалу, що піддається обробці. Наприклад, вилуговування золотих, уранових і сульфідних концентратів проводять при перемішуванні пульпи. Вилуговування міді з окиснених руд, алюмінатів зі спечених бокситів та інших пористих і зернистих матеріалів, не схильних до злежування, проводять просочуванням розчинника через нерухомий шар твердого матеріалу — т. зв. перколяція. Вилуговування може бути поєднане з механо-хімічним, ультразвуковим, біологічним та термічним впливом на матеріал.